# Isparta Atatürk Stadion
Das Isparta Atatürk Stadion (türkisch Isparta Atatürk Şehir Stadı oder Isparta Atatürk Şehir Stadyumu) ist ein Mehrzweckstadion, welches in der Stadt Isparta in der türkischen Provinz Isparta steht. Es wurde im Jahr 1950 erbaut und hauptsächlich für Fußball-Spiele eingesetzt. Der Klub Ispartaspor nutzte das Stadion als Heimspielstätte. Insgesamt hat es 10.000 Plätze für Zuschauer. Mit dem Aufstieg von Isparta Emrespor in die türkische TFF 3. Lig am Ende der Saison 2011–2012 wurde das Stadion ihr Heimstadion.